# Ельжбецин (Ломжинський повіт)
Ельжбецин (пол. Elżbiecin) — село в Польщі, у гміні Пйонтниця Ломжинського повіту Підляського воєводства.
Населення — 237 осіб (2011).
У 1975-1998 роках село належало до Ломжинського воєводства.

## Демографія
Демографічна структура станом на 31 березня 2011 року:
|          | Загалом | Допрацездатний вік | Працездатний вік | Постпрацездатний вік |
| -------- | ------- | ------------------ | ---------------- | -------------------- |
| Чоловіки | 122     | 33                 | 81               | 8                    |
| Жінки    | 115     | 29                 | 71               | 15                   |
| Разом    | 237     | 62                 | 152              | 23                   |